# نظرية التربية (كتاب)
نظرية التربية (بالإنجليزية: The Nurture Assumption)‏ أو نظرية التربية: لماذا يصبح الأولاد ما هم عليه؟ (Nurture Assumption: Why Children Turn Out Way They Do) هو كتاب ألفته جوديث ريتش هاريس عام 1998، وتم نشره بدار فيري بيرس للنشر، وكتب مقدمته ستيفن بينكر، أستاذ علم النفس في جامعة هارفارد. وتم إعادة تنقيحه ونشره مرة أخرى عام 2009، وتُرجم إلى عشرين لغة على الأقل. دخل الكتاب في المرحلة النهائية لجائزة بوليتزر عن فئة الأعمال غير الخيالية.

## الاستقبال
تلقى افتراض التنشئة ردودًا متباينة. وتقول عالمة الأعصاب "روبرت سابولسكي" إن كتابها "مبني على علم راسخ". حيث يتنبأ عالم النفس "ستيفن بينكر" من هارفارد أن الكتاب "سيُنظر إليه على أنه نقطة تحول في تاريخ علم النفس".
وتقول ويندي ويليامز، التي تدرس كيفية تأثير البيئة على معدل الذكاء، أن "هناك العديد من الدراسات الجيدة التي تظهر أن الآباء يمكن أن يؤثروا على كيفية ظهور الأطفال في كل من القدرات المعرفية والسلوكية". ويقول عالم النفس جيروم كاجان إن هاريس "تتجاهل بعض الحقائق المهمة، تلك التي تتعارض مع استنتاجات هذا الكتاب".
ومع ذلك، واصلت هاريس رفضها الواضح لفكرة أن "افتراض التنشئة" سيشجع الآباء على إهمال أطفالهم أو إساءة معاملتهم. وتؤكد أن الآباء سيستمرون في معاملة أطفالهم بشكل جيد "لنفس السبب الذي يجعلك لطيفًا مع أصدقائك وشريكك، على الرغم من أنك لا تأمل في تشكيل شخصيتهم. والسبب نفسه كان أجداد لطفاء مع أطفالهم". رغم أنهم لم يؤمنوا بفرضية التنشئة".

## التعليقات
- "Do Parents Matter?", مالكوم جلادويل, ذا نيو يوركر, August 17, 1998.
- Psychpage review, Richard Niolon.
- "Peer Pressure", كارول تافريس, نيويورك تايمز, September 13, 1998.
- "Additional book reviews". Judithrichharris.info. مؤرشف من الأصل في 2013-02-18. اطلع عليه بتاريخ 2011-05-24.